# Enigma (album)
Enigma is een album van Ill Niño. Volgens Dave Chavarri (drummer) is dit album veel harder en meer  latin metal dan de vorige albums.
Jardel Paisante staat (net als op The Undercover Sessions ) niet op dit album. Hij heeft de band officieel verlaten. Zijn plaats wordt ingenomen door Diego Verduzco.
De release was oorspronkelijk gepland in juli 2007, maar werd meerdere malen uitgesteld. Uiteindelijk kwam het album 2 april 2008 in de winkels te liggen.

## Tracklist
1. The Alibi Of Tyrants
2. Pieces of the Sun
3. Finger Painting (With The Enemy)
4. March Against Me
5. Compulsion of Virus and Fever
6. Formal Obsession
7. Hot Summer's Tragedy
8. Me Gusta La Soledad
9. 2012
10. Guerrilla Carnival
11. Estoy Perdido
12. Kellog's, Bombs and Cracker Jacks
13. De Sangre Hermosa

## Singles
- The Alibi Of Tyrants (april 2007)